# Sven-Åke Jönsson
Sven-Åke Jönsson, född 4 april 1932 i Vellinge församling, Malmöhus län, död 15 december 2014 i Hyllie församling, var en svensk socialdemokratisk kommunalpolitiker.
Jönsson, till yrket verkmästare, var ledamot av Malmö stads-/kommunfullmäktige 1967–1976, ordförande i industriverksstyrelsen 1977–1978, i energiverksstyrelsen 1979–1985 och 1989–1991, vice ordförande där 1986–1988, och kommunalråd för affärs- och industriroteln 1983–1985. Han var även personalnämndens ordförande 1989–1991.